# Sestry albertinky sloužící chudým
Sestry albertinky sloužící chudým (latinsky: Congregatio Sororum Albertinorum Pauperibus Inservientium, polsky: Zgromadzenie Sióstr Posługujących Ubogim o Siostry Albertynki) je ženská řeholní kongregace, jejíž zkratkou je S.A.P.U.

## Historie

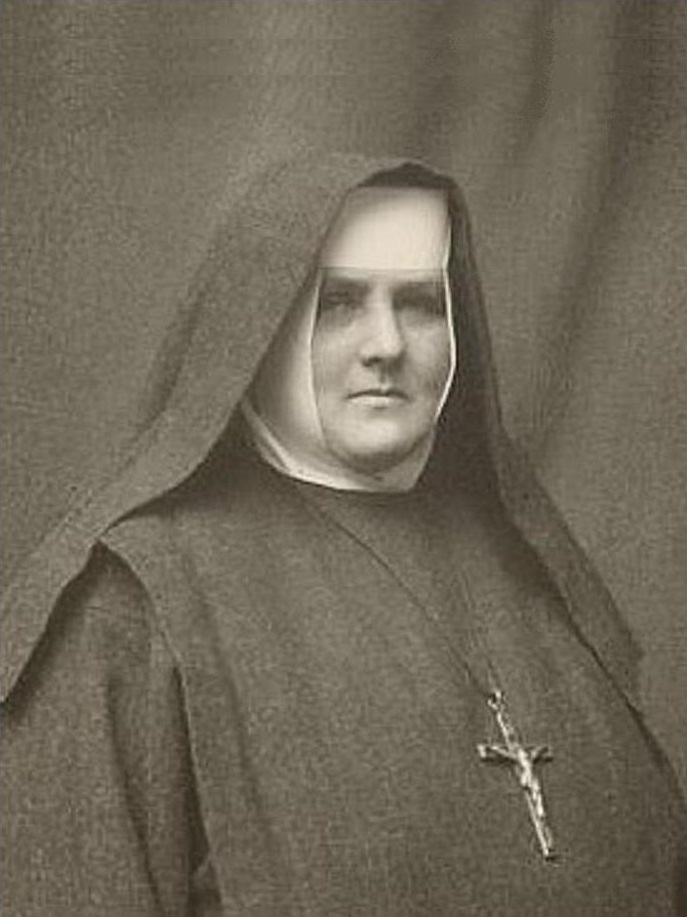
Spoluzakladatelka kongregace - blah. Bernardyna Jabłońska

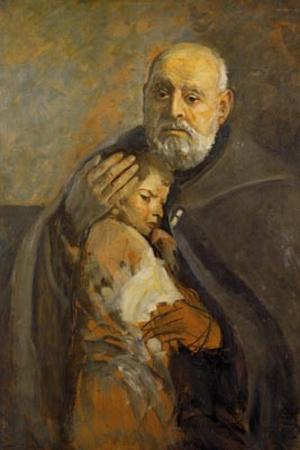
Zakladatel kongregace - svatý Albert Chmielowski

Kongregace byla založena františkánským terciářem Adamem Chmielowskim (řeholním jménem: Albert) se souhlasem krakovského arcibiskupa Albina Dunajewského. Prvními sestrami byly Anna Lubańska a Maria Cunegonda Silukowska.
Účelem kongregace bylo pomáhat ženám a dětem bez domova a pomáhat obyvatelstvu v případě epidemií: zakladatel nesepsal kongregaci pravidla a právní ustanovení, o to se postarala první generální představená a spoluzakladatelka Bernardyna Jabłońska s pomocí lazaristy Czesława Lewandowského.
Dne 7. května 1927 byla kongregace připojena k Řádu menších bratří kapucínů. Dne 5. září 1955 získala papežské schválení a 6. srpna 1965 získala úplně schválení Svatým stolcem.

## Aktivita a šíření
Řídí se řeholí III. řádu svatého Františka. Mezi jejich činnosti patří správa hospiců a jídelen pro bezdomovce, spravování domovů pro děti a svobodné matky, správa klinik pro nevyléčitelně nemocné a domovů důchodců pro kněze seniory.
Kromě Polska jsou přítomni v Argentině, Bolívii, Itálii, ve Spojeném království, v Rusku, na Slovensku, v USA a na Ukrajině; generální kurie se nachází v Krakově.
K 31. prosinci 2005 měla kongregace 633 sester v 78 domech.